# Oswald Brooks
Oswald „Baba” Brooks, znany również jako Baba Leslie (ur. 1935 w Kingston) – jamajski trębacz, muzyk sesyjny Studia One Clementa „Sir Coxsone’a” Dodda, znany przede wszystkim z częstej współpracy z The Skatalites; jeden z prekursorów muzyki ska i rocksteady.
Karierę muzyczną rozpoczął występując ze słynnym jazzowym big-bandem Erica Deansa. Wkrótce zaczął pracować jako muzyk sesyjny dla większości najważniejszych producentów na wyspie. Na początku lat 60. założył własny zespół, nazwany po prostu Baba Brooks & His Band. Spośród kilku nagranych przez grupę singli największą popularnością cieszył się utwór „Independence Ska”, wydany w roku 1962 z okazji wyzwolenia Jamajki spod brytyjskiej okupacji kolonialnej. Po nawiązaniu współpracy ze Studiem One Clementa „Sir Coxsone’a” Dodda, został częstym bywalcem sesji nagraniowych The Skatalites: jego grę można usłyszeć na wielu krążkach tej formacji, np. Ska Boo-Da-Ba czy też The Skatalite!. Ponadto, w roku 1981 ukazał się jego solowy album studyjny Various Moods, wydany przez wytwórnię Tribesman Records.

## Dyskografia
- Various Moods (1981, Tribesman Records)